# 加梅利爾 (阿肯色州)
加梅利爾（英語：Gamaliel）是位於美國阿肯色州巴克斯特縣的一個非建制地區。該地的面積和人口皆未知。

## 地理
加梅利爾的座標為36°27′24″N 92°14′00″W / 36.45667°N 92.23333°W，而該地的平均海拔高度為275米（即902英尺）。